# Profit and the Loss
Profit and the Loss er en britisk stumfilm fra 1917 af A. V. Bramble og Eliot Stannard.

## Medvirkende
- James Carew - Dicky Bransome
- Randle Ayrton - Jenkins
- Margaret Halstan
- Saba Raleigh